# Mus neavei
Mus neavei é uma espécie de roedor da família Muridae.
Pode ser encontrada nos seguintes países: República Democrática do Congo, Moçambique, África do Sul, Tanzânia, Zâmbia e Zimbabwe.
Os seus habitats naturais são: savanas áridas.